# Copa del Món de Futbol de 1930 - Grup 1
El Grup 1 de la Copa del Món de Futbol 1930, disputada a l'Uruguai, estava compost per quatre equips, que s'enfrontaren entre ells amb un total de 6 partits. Quan acabaren aquests partits, l'equip amb més punts es classificà per a les semifinals.

## Integrants
El grup 1 està integrat per les seleccions següents:
| Argentina | Xile | França | Mèxic |
| --------- | ---- | ------ | ----- |

## Classificació
| Pos | Equip     | PJ | PG | PE | PP | GF | GC | DG | Pts | Classificació       |
| --- | --------- | -- | -- | -- | -- | -- | -- | -- | --- | ------------------- |
| 1   | Argentina | 3  | 3  | 0  | 0  | 10 | 4  | +6 | 6   | Avança a semifinals |
| 2   | Xile      | 3  | 2  | 0  | 1  | 5  | 3  | +2 | 4   |                     |
| 3   | França    | 3  | 1  | 0  | 2  | 4  | 3  | +1 | 2   |                     |
| 4   | Mèxic     | 3  | 0  | 0  | 3  | 4  | 13 | −9 | 0   |                     |

## Partits

### França vs. Mèxic
| França                                              | 4–1     | Mèxic       |
| --------------------------------------------------- | ------- | ----------- |
| L. Laurent 19' · Langiller 40' · Maschinot 43', 87' | Informe | Carreño 70' |

### Argentina vs. França
| Argentina | 1–0     | França |
| --------- | ------- | ------ |
| Monti 81' | Informe |        |

### Xile vs. Mèxic
| Xile                                | 3–0     | Mèxic |
| ----------------------------------- | ------- | ----- |
| Vidal 3', 65' · M. Rosas 52' (p.p.) | Informe |       |

### Xile vs. França
| Xile         | 1–0     | França |
| ------------ | ------- | ------ |
| Subiabre 67' | Informe |        |

### Argentina vs. Mèxic
| Argentina                                             | 6–3     | Mèxic                              |
| ----------------------------------------------------- | ------- | ---------------------------------- |
| Stábile 8', 17', 80' · Zumelzú 12', 55' · Varallo 53' | Informe | M. Rosas 42' (p.), 65' · Gayón 75' |

### Argentina vs. Xile
| Argentina                          | 3–1     | Xile         |
| ---------------------------------- | ------- | ------------ |
| Stábile 12', 13' · M. Evaristo 51' | Informe | Subiabre 15' |